# Acordo (litígio)
No direito, um acordo é uma resolução entre as partes em disputa sobre um caso legal, alcançada antes ou depois do início da ação judicial. O termo "acordo" também possui outros significados no contexto da lei. Os acordos estruturados fornecem pagamentos periódicos futuros, em vez de um pagamento único em dinheiro.

## Base
Um acordo, assim como lidar com a disputa entre as partes, é um contrato entre essas partes e é um resultado possível (e comum) quando as partes processam (ou contemplam fazê-lo) em um processo civil. Os autores e réus identificados na ação podem encerrar a disputa entre si sem julgamento.
O contrato é baseado na barganha de que uma parte abre mão de sua capacidade de processar (se ainda não o fez) ou de continuar com a reclamação (se o autor da ação processou), em troca da certeza escrita no acordo. Os tribunais farão cumprir o acordo. Se for violado, a parte inadimplente pode ser processada por violação desse contrato. Em algumas jurisdições, a parte inadimplente também pode enfrentar a restauração da ação original.
A resolução da ação define os requisitos legais das partes e muitas vezes é posta em vigor por uma ordem do tribunal após uma estipulação conjunta das partes. Noutras situações (como quando os pedidos foram satisfeitos com o pagamento de uma determinada quantia), o autor e o arguido podem simplesmente apresentar uma notificação de que o processo foi arquivado.
A maioria dos casos é decidida por um acordo. Ambos os lados (independentemente dos recursos monetários relativos) muitas vezes têm um forte incentivo para resolver para evitar os custos (como taxas legais, encontrar testemunhas especializadas, etc.), o tempo e o estresse associados a um julgamento, especialmente quando um julgamento por júri está disponível. Geralmente, um lado ou o outro fará uma oferta de acordo no início do litígio. As partes podem realizar (e, de fato, o tribunal pode exigir) uma conferência de acordo, na qual tentam chegar a tal acordo.
Em casos polêmicos, pode ser escrito em um acordo que ambas as partes mantenham seu conteúdo e todas as outras informações relevantes para o caso confidenciais ou que uma das partes (geralmente a que está sendo processada) não, ao concordar com o acordo, admite que qualquer falha ou irregularidade no problema subjacente.
Um "acordo global" é aquele empregado onde ações foram movidas ou acusações apresentadas em várias jurisdições e é definido como "um acordo legal que trata ou compromete ações civis e criminais contra uma empresa ou outra grande entidade". Exemplos de um acordo global incluem o Tobacco Master Settlement Agreement entre os procuradores gerais de 46 estados dos Estados Unidos e as quatro maiores empresas de tabaco estadunidenses em 1999. Outro exemplo está no Global Analyst Research Settlements.

## Casos criminais
Em matéria penal, o paralelo mais próximo a um acordo é uma delação premiada, embora isso difira em vários aspectos importantes, particularmente a capacidade do juiz presidente de rejeitar os termos de um acordo.